# 卡爾馬柳科韋
49°9′3″N 27°57′11″E / 49.15083°N 27.95306°E
卡爾馬柳科韋（烏克蘭語：Кармалюкове），是烏克蘭的村落，位於該國西南部文尼察州，由日梅林卡區負責管轄，始建於1540年，面積2.72平方公里，海拔高度341米，2001年人口800。